# Long Phước, Long Hồ
Long Phước là một xã cũ thuộc huyện Long Hồ, tỉnh Vĩnh Long, Việt Nam.

## Địa lý
Xã Long Phước có diện tích 13,21 km², dân số năm 1999 là 11.128 người, mật độ dân số đạt 842 người/km².

## Hành chính
Xã Long Phước được chia thành 9 ấp: Long Thuận, Long Thuận A, Long Thuận B, Phước Lợi A, Phước Ngươn, Phước Ngươn B, Phước Trinh, Phước Trinh A, Phước Trinh B.